# 韩倬章
韓倬章（？—？），浙江仁和（浙江杭州）人，清朝政治人物。附监出身。
韩倬章曾于1837年接替杨本初任华亭县知县一职，1837年由洪玉珩接任。